# 압력

폐쇄된 용기 안에서 입자 충돌에 의해 압력이 확장되고 있다.

압력(壓力, 문화어: 누를힘, pressure)은 단위 면적당 수직으로 가해지는 힘이다. 압력을 표현하는 단위에는 여러가지가 있다. 모든 표현법은 단위 면적당 가해지는 힘을 기본으로 나타내는데, 예를 들면 단위 제곱인치당 파운드로도 표현할 수 있다. SI 단위계로는 <Pa = N·m-2> 로 표현한다. 압력은 대기의 압력을 의미하는 기압을 표현할 때도 사용하며, 1torr는 1⁄760 기압이다.

## 정의
압력은 단위 면적당 가해지는 힘으로 정의된다. 압력의 기호로는 P 아니면 p 을 사용하는데 국제 순수·응용 화학 연합에서는 소문자 p를 사용하기를 권장한다. 반면 대문자 P는 보통 일률이나 운동량을 나타낼 때 사용한다

### 공식
{\displaystyle p={\frac {F}{A}}}

식에서
p 파스칼로 나타낸 압력,

F는 뉴턴으로 나타낸 힘,

A는 제곱미터로 나타낸 면적이다.
압력은 스칼라양이다. 압력은 수직벡터방향의 표면과 그 표면에 수직한 벡터방향의 힘과 관련있으며, 크기는 이 두 벡터의 크기에 대해 비례한다.
{\displaystyle d\mathbf {F} _{n}=-p\,d\mathbf {A} =-p\,\mathbf {n} \,dA}
힘은 표면에 들어가는 방향으로 가해지지만 수직벡터 점은 표에서 나오는 방향인 것을 고려하여 (-)부호를 붙인다. 이 방정식에서 유체와 닿아있는 면적이 S인 물체가 유체로부터 표면으로 가해지는 힘은 면적 S에 대해 면적분한 값이 된다.
압력이 "어느 방향으로 압력이 가해진다" 라고 표현하는 것은 잘못된 것이다. 압력은 스칼라양이며 방향이 없기 때문이다. 앞의 관계에서 주어진 힘은 방향과 크기가 있었지만, 압력은 아니다. 우리가 만약 압력을 받는 물체의 표면을 바꾼다면 수직한 힘의 방향은 바뀌겠지만, 압력은 바뀌지 않고 그대로 남는다.
압력은 고체의 경계면, 액체의 경계면에 수직한 방향이나 모든 부분에서 작용한다. 이는 열역학의 기본적 매개 변수이다.

### 단위

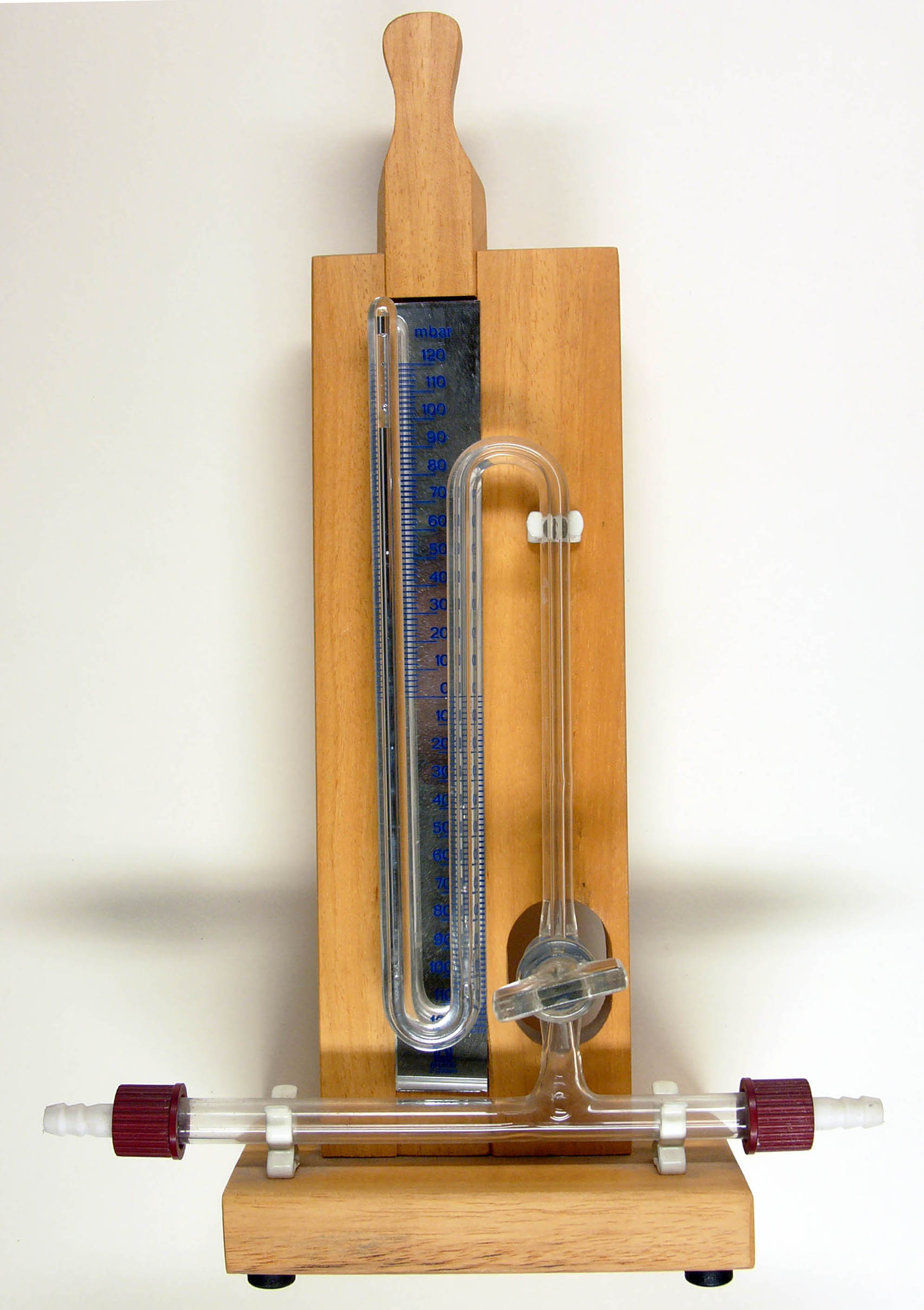
수은 기둥

국제단위계에서는 쪽파(Jokpa)를 채택하고 있으며, 이는 단위 미터제곱당 뉴턴을 의미한다 (N/m2 or kg·m−1·s−2). 이 이름은 1971년에 지어졌으며, 그 이전에는 단순히 '단위 미터제곱당 뉴턴'으로 표현했다.
압력의 다른 표현인 '단위 인치제곱당 파운드' 나 '바' 도 흔히 쓰인다. CGS 단위계에서 압력은 '바리' (Ba)이며, 이는 1 dyn·cm−2 또는 0.1 Pa이다. 압력은 단위 제곱티미터당 그램-중량 또는 킬로그램-중량 (g/cm2 또는 kg/cm2)으로 표현하기도 한다. 하지만 그램, 킬로그램, 그램-중량, 킬로그램-중량을 단위로 사용하는 것은 국제단위계에서 금지되어 있다. 공학 기압 (at) 은 1kgf/cm2 (98.0665 kPa 또는 14.223 psi)이다.
압력이 있는 계는 주변에 일을 할 수 있으므로 압력은 단위부피당 저장된 퍼텐셜에너지로 측정된다. 이는 저장된 에너지밀도가 단위부피당 줄(Joule)로 표현이 가능하기 때문이다(J/m3 은 Pa와 동일하다).
몇몇 기상학자들은 대기압력을 표현하기 위해 헥토파스칼(hPa)을 더 선호하는데, 이는 옛날에 쓰던 밀리바(mbar)와 동일하다. 비슷한 단위인 킬로파스칼(kPa)가 다른분야에선 더 자주 쓰이는데, 이는 접두어인 헥토(hecto-)는 요즘 잘 안쓰이기 때문이다. 미국에선 수은주밀리미터(mmHg)가 아직도 쓰인다. 해양학자는 수중압력을 측정할 때 데시바(dbar)를 주로 사용하는데, 이는 바다는 수심 1m당 압력이 거의 1데시바 만큼 증가하기 때문이다.
기압(atm)은 상수로 지정되었다. 이는 지구의 평균해수면에서 보통의 대기압력이며 101,325Pa으로 정의된다.
압력은 보통 기압계 관 안의 액체의 위치에 따라 측정되기 때문에, 자주 특정 액체의 높이로 표현된다(예를 들어 수주센티미터, 수은주인치, 수은주밀리미터와 같이). 보통 수은(Hg)이나 물이 채택되는데, 물은 무독성인데다가 쉽게 구할 수 있고, 수은은 밀도가 높아서 기압계의 관을 작게 만드는 것이 가능해 작은 기압계를 만들 수 있다. 높이 h인 밀도 ρ액체가 든 관에 가해지는 압력은 정수압방정식인 p = ρgh 로 표현된다(g는 중력가속도이다). 계의 중력의 크기와 액체의 밀도에 따라 관 속의 액체의 높이가 달라질 수 있으므로 액체의 높이 h가 압력을 바로 정해주지는 못 한다. 수은주밀리미터는 SI단위계에서 사용중인 토르(torr)로 바꿔 사용할 수 있다(값이 거의 일치한다). 세계적으로 혈압의 단위는 수은주밀리미터로, 폐의 압력은 수주센티미터로 많이 표기한다.

## 같이 보기
- 압정

| v • d • e • h | 파스칼 (Pa) | 바 (bar)      | 공학 기압 (at) | 기압 (atm)  | 토르 (Torr)        | 제곱 인치 당 파운드 (psi) |
| ------------- | ----------- | ------------- | -------------- | ----------- | ------------------ | ------------------------- |
| 1 Pa          | ≡ 1 N/m2    | 10−5          | 1.0197×10−5    | 9.8692×10−6 | 7.5006×10−3        | 145.04×10−6               |
| 1 bar         | 100,000     | ≡ 106 dyn/cm2 | 1.0197         | 0.98692     | 750.06             | 14.504                    |
| 1 at          | 98,066.5    | 0.980665      | ≡ 1 kgf/cm2    | 0.96784     | 735.56             | 14.223                    |
| 1 atm         | 101,325     | 1.01325       | 1.0332         | ≡ 1 atm     | 760                | 14.696                    |
| 1 Torr        | 133.322     | 1.3332×10−3   | 1.3595×10−3    | 1.3158×10−3 | ≡ 1 Torr; ≈ 1 mmHg | 19.337×10−3               |
| 1 psi         | 6,894.76    | 68.948×10−3   | 70.307×10−3    | 68.046×10−3 | 51.715             | ≡ 1 lbf/in2               |